# Торговицький полк
Торговицький полк — адміністративно-територіальна і військова одиниця на Правобережній Україні в 17 столітті.

## Історія
Створений Петром Дорошенком 1664 року на степовому пограниччі з південних сотень Уманського полку, в руслі політики колонізації незалежних земель. Полковий центр — містечко Торговиця (тепер село в Новоархангельському районі Кіровоградської області).

## Полковники
Очолював полк — полковник С. Сулименко. Також відомі такі полковники:
- С. Щербина (лютий 1666 — жовтень 1676; з перервами),
- Ю. Тарновський (1672, 1674),
- Є. Уманець (1673—1674),[6][7]
- І. Дуб'яга (1674).

## Розформування
У 1676 полк припинив Існування.